# Cendejas de Enmedio
Cendejas de Enmedio és un municipi de la província de Guadalajara, a la comunitat autònoma de Castella-La Manxa.

## Demografia
| 1991 |  | 1996 |  | 2001 |  | 2004 |  | 2006 |
| ---- |  | ---- |  | ---- |  | ---- |  | ---- |
| 143  |  | 129  |  | 121  |  | 125  |  | 116  |

## Persones il·lustres
- Trifón Cañamares García: (1911-2015) polític espanyol, militant del PCE.